# 印度的啤酒
几千年来，印度的啤酒都是用大米或小米酿造的。18世纪，英国人将欧洲啤酒引入印度。啤酒不像德西达鲁(desi daru)和印度制造的外国白酒(如印度威士忌)那样受欢迎。印度最受欢迎的啤酒是烈性啤酒。
自吠陀时代(公元前1500-1200年，《梨俱吠陀》)以来，印度就开始生产类似啤酒的苏拉，自古以来当地部落（阿迪瓦西）就开始生产米啤酒，欧洲啤酒从英国进口到印度始于1716年，由英国统治时期引入。狮子啤酒自19世纪20年代开始连续生产，是亚洲第一个啤酒品牌，也是第一款印度酿造的欧式啤酒。

## 历史

### 传统啤酒

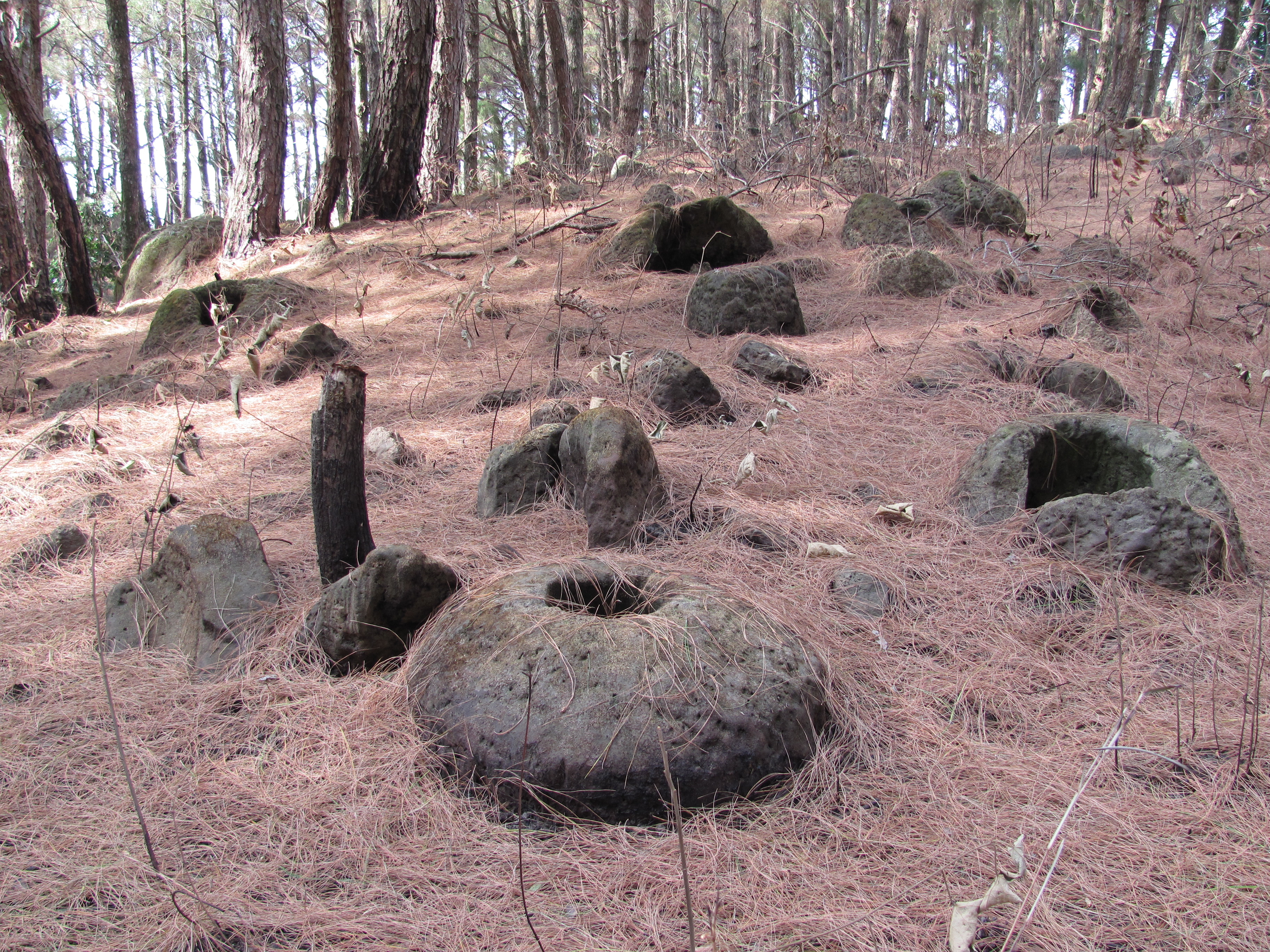
梅加拉亚邦的传统啤酒桶

《吠陀》提到一种名为苏拉的饮料，类似啤酒，是因陀罗神的最爱。《罗摩衍那》中也提到了苏拉。麦加斯梯尼记录了米啤酒在印度的用途。考底利耶还提到了两种由大米制成的饮料，分别是Medaka和Prasanna。
传统上，印度的各个土著部落都在制作米啤酒或米酒，有时会在啤酒中加入苦叶来调味。在阿苏尔人中，米酒也有仪式用途。一些部落还酿造小米啤酒。根据生物学家约翰·伯顿·桑德森·霍尔丹的说法，当地啤酒有助于控制这些部落的脚气病等疾病。 最近，政府和社会工作者一直在努力遏制这些部落的饮酒行为。据了解，象群会攻击村庄来喝这种它们已经尝过味道的米酒。

### 欧洲啤酒
欧式啤酒是由英国人引入印度的。到1716年，爱尔淡啤酒和伯顿麦酒从英国进口到印度。为了防止啤酒在长途运输中变质，啤酒必须含有高酒精含量，并添加了啤酒花。这促使Bow Brewery在1787年左右发明了印度淡色艾尔啤酒。
1830年，引发阿姆利则惨案的雷金纳德·戴尔上校的父亲爱德华·亚伯拉罕·戴尔前往印度，成立了印度第一家啤酒厂——卡绍利啤酒厂。该公司生产的啤酒品牌Lion至今仍在销售。1835 年，当卡绍利啤酒厂开始生产印度第一款单一麦芽威士忌 Solan No. 1 时，卡绍利啤酒厂的啤酒生产被转移到索兰的索兰啤酒厂。1885 年，它被合并为戴尔啤酒厂 (Dyer Breweries)。后来，更多的啤酒厂在印度、缅甸和斯里兰卡建立起来，并不断增加。后来，H. G. Meakin 收购了 Solan 啤酒厂并扩张。它后来改名为 Dyer-Meakin & Company。直到 1882 年，他们在印度共有 12 家啤酒厂，其中一家位于仰光。
1892年，印度生产了4,831,127加仑啤酒。其中2 748 365加仑由粮食部门购买，其余供平民消费。但是，据报道，英国士兵不喜欢当地啤酒，他们更喜欢便宜的进口啤酒。1967年，售价仅为6.5卢比。
1937年，缅甸脱离印度，公司失去了在缅甸的资产。该公司进行了重组，并更名为Dyer Meakin啤酒厂，并在伦敦证券交易所上市。1949年，N. N. Mohan收购了Dyer Meakin Breweries的所有资产，并增加了一些单位。1967年，公司更名为Mohan Meakin啤酒厂。

### 现代
位于中央邦的Lilasons啤酒厂成立于1969年，以其强大的啤酒品牌克久拉霍而闻名。它被认为是印度第一个超强啤酒品牌。近年来，外国公司不断进入印度并收购当地企业。1999年，联合啤酒公司(United Breweries)成立了一家名为Millennium AlcoBev的子公司。它是联合啤酒厂(United Breweries)、总部位于英国的Scottish & Newcastle和Ravi Jain的合资企业。2000年，南非米勒印度公司通过收购纳朗啤酒厂进入印度市场。2001年6月，它收购了迈索尔啤酒厂。2003年，南非米勒印度公司收购了当地邵氏啤酒业务50%的股份。2002年11月，南非米勒印度公司收购了罗奇啤酒厂。
2005年5月，南非米勒印度公司以60亿卢比的价格收购了肖华莱士的啤酒资产。同样在2005年，嘉士伯通过其在印度的合资企业南亚啤酒厂进入印度。同年，总部位于新加坡的亚太啤酒厂收购了当地奥兰加巴德啤酒厂76%的股份。2005年底，总部位于英国的眼镜蛇啤酒(Cobra Beer)进入印度市场，并于12月开始与印度啤酒公司进行谈判。2006年，南非米勒印度公司收购了福斯特在印度的资产。
2006 年 2 月，百威啤酒的生产商百威英博与总部位于海得拉巴的皇冠啤酒公司建立了合作伙伴关系。 同年，Ravi Jain 出售了他在 Millennium AlcoBev 的股份。2010 年，联合啤酒厂整合了其资产，将 Millennium AlcoBev 和其他部门合并。2011年，联合啤酒公司宣布将在印度生产喜力牌啤酒。2012年，印度允许来自巴基斯坦进行外国投资后，穆里啤酒代表表示，他们正在寻求将自己的品牌出口到印度的机会。总部位于拉瓦尔品第的穆里啤酒公司成立于1861年，自2003年以来一直试图进入印度市场。
“果阿啤酒节”是一个集啤酒、美食和电子音乐于一体的盛会，自2011年以来每年都会在果阿邦举行。
印度竞争委员会于 2021 年 9 月认定联合啤酒有限公司 (UBL)、百威英博印度有限公司 (AB InBev) 和嘉士伯印度私人有限公司 (CIPL) 犯有价格操纵罪并处以罚款。UBL和CIPL分别被罚款75亿卢比(9400万美元)和12亿卢比(1500万美元)，而百威英博获得了100%的罚款减免优惠。

## 品牌和啤酒厂
印度销量最大的啤酒品牌是翠鸟啤酒。印度其他的主要品牌有Hunter, Kalyani, Haywards, Knock Out和Zingaro。按市场份额计算，印度最大的啤酒厂是位于班加罗尔的联合啤酒厂。印度的其他主要啤酒厂是嘉士伯，南非米勒印度，B9饮料(Bira 91)索姆蒸馏和啤酒厂有限公司和安海斯-布希英博。2013年，联合啤酒公司的市场份额为55%，南非米勒印度公司的市场份额为23%。南非米勒印度公司拥有海沃德品牌，KALS啤酒厂拥有福斯特在印度的子公司。
虽然印度有科罗娜、Singha、青岛啤酒、Victoria Bitter、Geist 和 Christoffel等进口啤酒品牌，但由于进口关税高达 100%，因此价格不菲。嘉士伯的 Tuborg Booster Strong 品牌（酒精度 8%）和百威英博的百威万能啤酒（酒精度 6.5%）仅在印度销售。 联合啤酒公司(United Breweries)的翠鸟烈酒(8% ABV)是印度最畅销的品牌。
按市场份额计算，印度的一些主要啤酒品牌如下：
| 按市场份额划分的流行啤酒品牌（2014年） | 按市场份额划分的流行啤酒品牌（2014年） | 按市场份额划分的流行啤酒品牌（2014年） | 按市场份额划分的流行啤酒品牌（2014年） |
| -------------------------------------- | -------------------------------------- | -------------------------------------- | -------------------------------------- |
| 啤酒厂                                 | 市场份额                               | 啤酒品牌                               | 市场份额                               |
| 联合啤酒厂                             | 51.1                                   | 翠鸟牌                                 | 41.2                                   |
| 联合啤酒厂                             | 51.1                                   | Kalyani Black Label                    | 2.7                                    |
| 联合啤酒厂                             | 51.1                                   | UB Export                              | 2                                      |
| 联合啤酒厂                             | 51.1                                   | Sandpiper                              | 1.5                                    |
| 联合啤酒厂                             | 51.1                                   | Bullet Super Strong                    | 1                                      |
| 联合啤酒厂                             | 51.1                                   | Zingaro                                | 0.9                                    |
| 联合啤酒厂                             | 51.1                                   | London Pilsner                         | 0.2                                    |
| 南非米勒                               | 25.6                                   | Haywards                               | 15                                     |
| 南非米勒                               | 25.6                                   | Knockout                               | 8.7                                    |
| 南非米勒                               | 25.6                                   | 福斯特拉格                             | 1.3                                    |
| 南非米勒                               | 25.6                                   | Royal Challenge Premium Lager          | 0.6                                    |
| 嘉士伯                                 | 7.6                                    | Okocim                                 | 5.1                                    |
| 嘉士伯                                 | 7.6                                    | Tuborg                                 | 1.3                                    |
| 嘉士伯                                 | 7.6                                    | 嘉士伯                                 | 1.2                                    |
| Mohan Meakin                           | 3.1                                    | Golden Eagle                           | 1.7                                    |
| Mohan Meakin                           | 3.1                                    | Black Knight                           | 1.1                                    |
| Mohan Meakin                           | 3.1                                    | Vorion                                 | 0.2                                    |
| 百威英博                               | 2.1                                    | 百威                                   | 2                                      |
| Molson Coors                           | 0.2                                    | Cobra                                  | 0.2                                    |

### 精酿啤酒
现代精酿啤酒进入印度的时间相对较晚。2009年，印度第一家自酿啤酒酒吧在浦那(Doolally)和古尔冈阿赫瓦尔(Gurgaon Ahirwal)开业。大约在同一时间，印度第一批瓶装精酿啤酒由马哈拉施特拉邦的 Martin Judd's 啤酒厂和加济阿巴德的澳大利亚“Little Devils”啤酒厂推出。尽管瓶装啤酒的经营时间很短，不到一年就倒闭了，但自酿啤酒酒吧已经成为一种成功的模式和常见的景象，尤其是在印度的大城市。2019年，印度共有200多家自酿啤酒酒吧，其中班加罗尔和古尔冈各约 60 家。
2016年，白犀牛啤酒厂在瓜廖尔开业后，瓶装印度精酿啤酒再次上市，不久之后，他们开始在哈里亚纳邦和德里销售啤酒。从那时起，新型包装工艺的精酿啤酒厂在班加罗尔和果阿开业。
由于印度白酒生产法律的限制，一些企业家选择在印度境外生产啤酒。其中包括印度啤酒品牌Bira91，该品牌在印度非常受欢迎，后来将生产转移回印度。

## 销售与消费
在2014-15财政年度，印度的啤酒市场增长了6%，达到2230万升(或2.86亿箱)。一方面，这一增速是2013-14年增速的两倍;另一方面，这是过去十年平均增长率的一半。人均啤酒消费量为1.6升。由于可支配收入的增加和消费者的挑剔，市场潜力很大。该行业在过去几年中一直在增长，这种增长归因于中产阶级的不断壮大。消费量的增加导致印度大麦的价格上涨。
与啤酒相比，印度人更喜欢威士忌等烈性酒，因为它更便宜且酒精含量更高。印度人大多喝烈性啤酒。2012年，酒精含量在5-8%之间的烈性啤酒占啤酒总销量的83%。啤酒仅占酒精消费总量的5%。低消耗归因于高成本、可用性和严格的法规。卡纳塔克邦和喀拉拉邦是印度仅有的两个啤酒税率低于其他酒精饮料的邦。马哈拉施特拉邦的酒精税最高，达43%。最新进入印度市场的是总部位于德里的Bira 91品牌，在啤酒市场上稳步崛起。
国内市场啤酒采用 650 毫升瓶装，每箱 6 瓶。出口市场啤酒采用 330 毫升标准欧洲瓶装或 625 毫升（22 盎司）瓶装。它们有淡啤酒（酒精度为4%至5%）和浓啤酒（酒精度为6%至8%）两种。

## 另请参阅
- 啤酒相关联的
  - 各地啤酒品牌列表
  - 苏拉（英语）
  - 卡绍利啤酒厂（英语）
  - 索兰啤酒厂（英语）
  - 狮牌啤酒（英语）

- 其他与印度酒精相关的
  - 印度的酒精饮料（英语）
  - 印度的酒精法（英语）
  - 印度的禁酒令（英语）
  - 印度的干旱（英语）
  - 德西达鲁（英语）
  - 印度制造的洋酒（英语）
  - 印度威士忌（英语）
  - 苏格兰威士忌（英语）